# Harmonika
A harmonika hordozható, többszólamú játékra alkalmas, átcsapó nyelves, fújtatós hangszer. Az aerofon hangszerek családjába tartozik. A szabad nyelvsípokba a harmonika közepén található lamellás kialakítású légszekrény húzásával és tolásával lehet levegőt juttatni. Hogy mely sípba jusson levegő, az – a harmonika típusától függően – gombokkal vagy billentyűkkel szabályozható. Megszólaltatásához és a helyes hangszerkezeléshez egyaránt szükség van a teljes felsőtest, a karok és ujjak összehangolt mozgására.
A hangszer széles körben elterjedt a világon, számos ország és nép kultúrájában megjelenik. A harmonikán közel minden zenei műfaj bemutatható, a klasszikustól a dzsesszen át a modern popig.
A modern harmonika három fő részből épül fel, a sípokat és a mechanikát tartalmazó két oldalsó részből és az általuk közrefogott légszekrényből. A mai harmonikák bal oldala kivétel nélkül a basszus számára szolgál, míg a jobb oldalt a melódia játszására alakították ki. A két szélső elem tartalmazza a gombokat és/vagy billentyűket, amelyek a mechanika segítségével végzik a sípok nyitását-zárását. A legtöbb harmonikát úgy alakítják ki, hogy képesek legyenek a bal oldalon akkordok megszólaltatására egyetlen gomb lenyomásával is (dúr, moll, dúr-szeptim, szűkített akkordok), ezen kívül lehetőség van szóló hangok játszására is. A különböző hangmagasságú sípsorok megválasztásával és azok hangolásával egyedi – vagy akár más hangszerekre emlékeztető – hangszínek szólaltathatóak meg. Ezeket a hangszíneket a regiszterváltókkal kapcsolhatjuk, amik kiválasztják a különböző sípkombinációkat. A zenei sokféleség miatt, a harmonika különböző formájú, kialakítású, egyedi hangzásvilágú lehet.

„Előkelő a családfája,
Az orgona unokája.
Szívderítő, szép muzsika
Marnitz tangóharmonika.
(Sz. K.)”

## Történelem
A harmonika európai eredetű hangszer, az első példányok a kora 19. században készültek. A hangszer alapjait a légszekrény és a nyelvsípok jelentették. Az ismert korai hangszerek a következők:

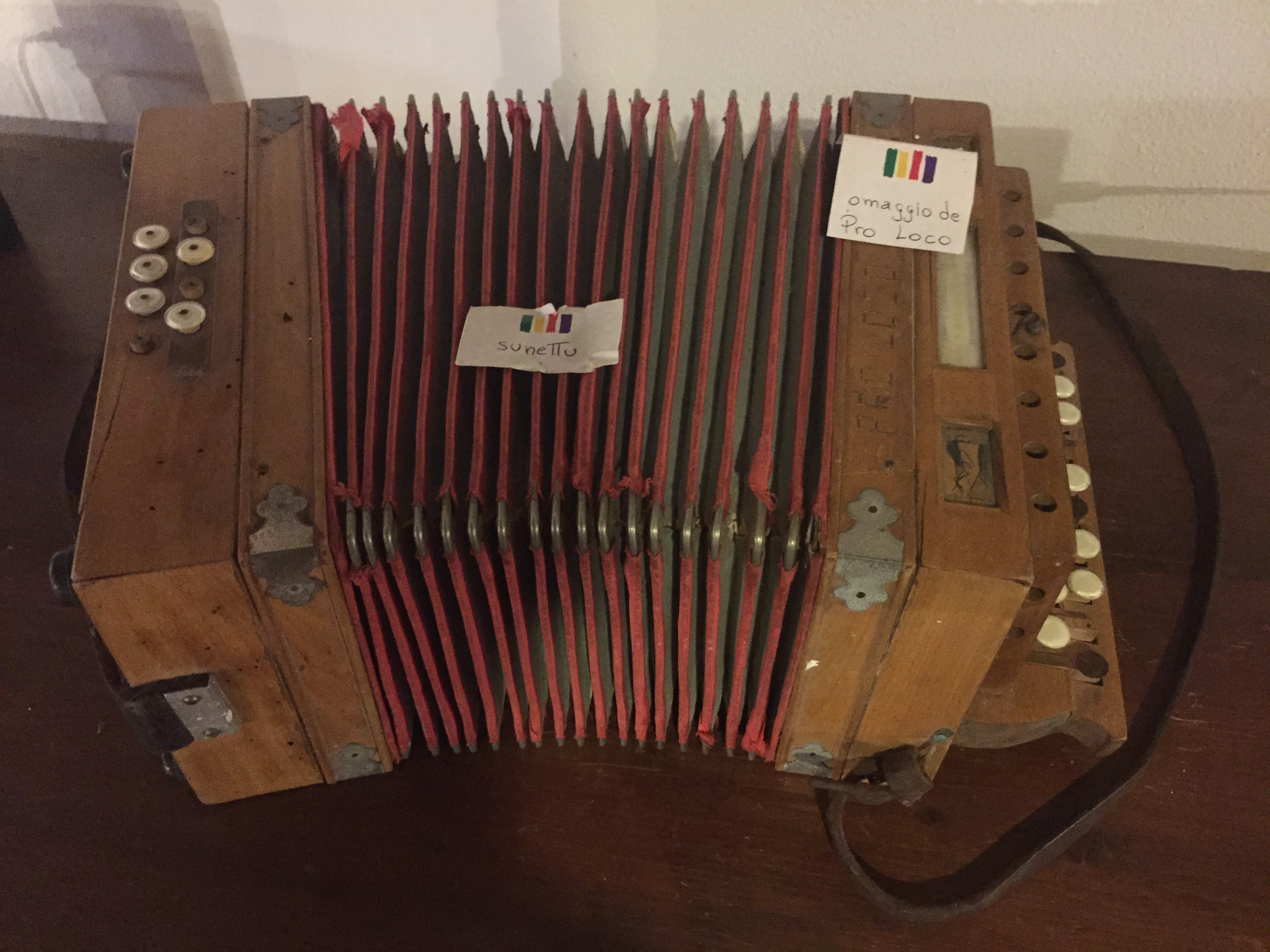
Muzeális harmonika, a szardíniai Aggius múzeumában

- Akkordeon: 1822-ben  a német Christian Friedrich Busmann készítette, aki fújtatót és billentyűzetet erősített nyelvsípos hangszeréhez[3]
- Aeolin: a német Bernhard Eschenbach és unokafivére Caspar Schlimbach gyártotta. Alapja egy zongora volt, amihez egy aeoline regisztert adtak. Hasonló hangszerek voltak az ún. aeolin harmonika és a fizharmonika. Kezdetben légszekrény és billentyűk nélkül készültek.
- Kézi fizharmonika: Anton Haeckl 1818-ban alkotta meg ezt a hangszert, egy 1821-es újságcikk említi.
- Flutina: Pichenot Jeune kb. 1831-ben.
- Concertina: két változatban szabadalmaztatták (valószínűleg függetlenül): az egyiket Carl Friedrich Uhlig 1834-ben, a másik változatot Sir Charles Wheatstone, melyet 1829-ben épített meg, de csak 1844-ben kért rá szabadalmat.

Az első hangszer, amelyet harmonika néven szabadalmaztattak, 1829-ben készült Bécsben, Cyrill Demian orgona- és zongorakészítő munkájaként. Az ő hangszerére kevéssé hasonlítottak napjaink harmonikái; csak a bal kéz számára voltak rajta gombok, a jobb kéz pusztán a légszekrényt kezelte. Demian vezette be az akkordok egyetlen gombbal történő megszólaltatásának lehetőségét. Harmonikája ezen kívül még diatonikus is volt, ugyanaz a gomb más hangot szólaltatott meg annak megfelelően hogy a légszekrény kitágult vagy összehúzódott. Akkoriban Bécsben a szájharmonikák már elterjedtek voltak, akárcsak nagyobb testvéreik, amiket légszekrénnyel működtettek. Demian szabadalma egy új területet fedett le, harmonikája kevesebb mechanikát tartalmazott, így kisebb súlya miatt a korszak utazó zenészei számára előnyösebb volt.
Adolph Müller, a zenész számos típust említett meg 1833-as Harmonikaiskola (Schule für Akkordeon) című kiadványában. Akkoriban London és Bécs szoros zenei kapcsolatot ápolt, számos zenésznek nyílt lehetősége koncertet adni a két városban, ezért okkal feltételezhetjük, hogy Wheatstone ismerte kortársa hasonló hangszerét, amikor saját hangszerének gombelrendezési elveit gyakorlatba ültette.
Jeune flutinája hasonlít Wheatstone concertinájára hangszínét és belső felépítését tekintve, egyben mint kiegészítő is megjelenik Demian harmonikájával összevetve. A flutina akkordbillentyűk nélküli hangszer volt, melynek gombjait a jobb kéz kezelte, miközben a bal kéz mozgatta a légszekrényt. A két hangszer kombinációja kevéssé tér el napjaink diatonikus harmonikáitól.
A concertina piciny diatonikus harmonika a Wheatstone által lefektetett alapokon. Számos változata alakult ki az elmúlt két évszázadban, ezek elnevezése az angol kifejezéseket megtartva például English-concertina, Anglo-concertina, Maccanann-duet concertina, Crane, Jeffreis. Az egyes harmonikák általában a billentyűzetkiosztásban térnek el egymástól.
Az elmúlt két évszázadban persze további fejlődés következett be. Számtalan gombkiosztást fejlesztettek ki, eltérő regisztereket (több síp kombinációja összetett hangszínek elérése érdekében), precízebb mechanikát, hangszínt megváltoztató mechanikát vagy a casottót. Érdemes megjegyezni, hogy szinte minden népcsoport elkészítette saját változatát erre a hangszerre, ez egyben meg is nehezíti a hangszer típusainak kategorizálását.

## Felépítése

### Általánosan elmondható
Számos méretben gyártják, az eltérő méreteket a basszusgombok száma alapján nevezik el. Így létezik 185-ös, 160-as, 140-es, 120-as, 96-os, 80-as, 72-es, 60-as, 48-as, 32-es, 18-as és 9-es harmonika. A kisebb méretű hangszereket kezdőknek és gyerekeknek ajánlják, mivel egy 120-as harmonika általában 10 kg-nál nehezebb, gyerekek számára emiatt lehetetlen vagy legalábbis megerőltető lenne a gyakorlás.

### Általános részei

#### Légszekrény

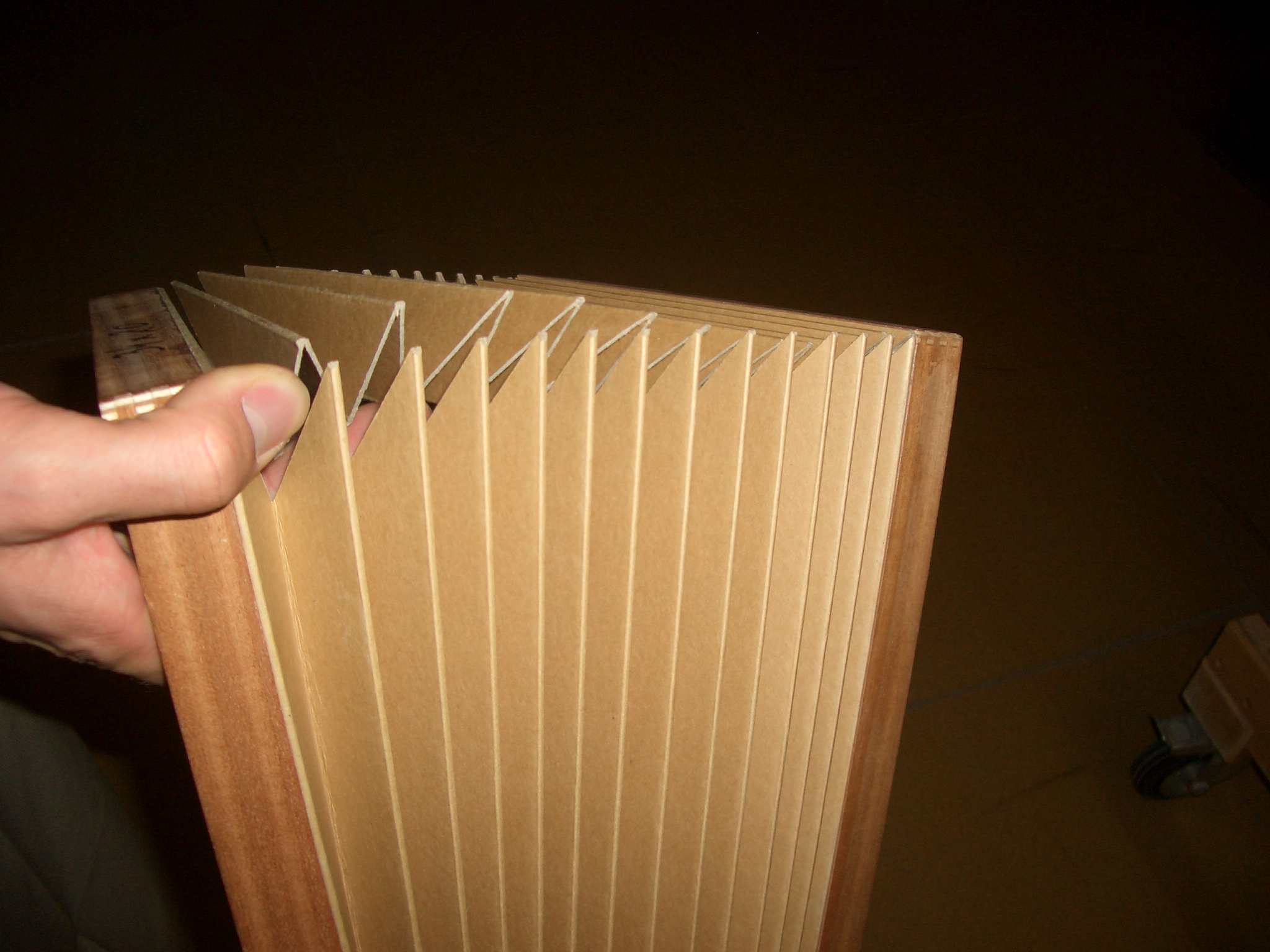
A légszekrény karton alapanyaga és a két fa keret

A harmonika fontos része, ami a két oldalt köti össze egymással. Funkciója többféle, a hang képzésben jelentős szerepe van, hogy a sípokon a levegő egyenletesen haladjon át, létrehozva így a tiszta, egyenletes hangokat. Továbbá ezzel szabályozzuk a hangerőt, a húzás vagy tolás gyorsaságával, hasonló képpen, mint a hegedűnél a vonó. Anyagát tekintve többféle anyagból épülhet fel, az anyagok kiválasztásának jelentős szerepe van a megfelelő funkció és a dizájn tekintetében. Alapanyaga a harmonika szerűen hajtogatott karton, ami a hangszer nevét is adja. Ennek a kialakításnak számos előnye van, többek között a hangszer kisebb lehet, a ki-be húzható légszekrény miatt, ezzel a megoldással tudunk a sípokba levegőt juttatni, valamint a hangképzés ez által lesz tökéletes. Fontos tudni, hogy a harmonika belső kialakítása során törekedni kell a teljes tömítettségre, ez azt jelenti, hogy a harmonikából ideális esetben csak a sípokon keresztül távozhat a levegő. Épp ezért a kartont a sarkainál és azokon a részeken ahol a használat során nagy igénybevételnek van kitéve, plusz borítással látják el. Ezek az anyagok lehetnek különböző textilek, bőrök, műanyagok, amiket ragasztásos technológiával rögzítenek a légszekrényen. A sarkokat általában lekerekített fém sarkokkal védik, a többi élet színes csíkokkal, kalikóval díszítik. A karton két oldalát egy-egy fa kerethez rögzítik, ami hordozóként funkcionál és merev kapcsolódási pontot fog biztosítani a hangszer jobb és bal oldala között. A légszekrényt a megfelelő tömítés után szegeléssel vagy belső rögzítő mechanika kialakításával, esetleg ragasztással rögzítik a hangszertesthez. A légszekrény átlagos szélessége 16-20 redő.

#### Hangszertest
Elsődleges funkciója a belső mechanika, sípsorok rögzítése, védelme, a hangok erősítése vagy tompítása. A különböző kialakítások miatt, méretben és formailag is eltérnek a különböző típusú harmonikák hangszertestei. Közös tulajdonság, hogy ezen belül helyezkednek el a különböző billentő mechanikák, a sípsorok, az esetleges hangzást befolyásoló, módosító szerkezetek, elektronikák (MIDI rendszer, mikrofonok).
Anyagát tekintve elmondható, hogy a minőségi hangszerek fából készülnek, mind a megmunkálhatósága, mind az akusztikai jellemzői miatt. A hangszertest kialakítása tipikusan kézi, faipari munka. A kész testet különböző eljárással védik, konzerválják. Festhetik, ráégethetik a festéket, vagy bevonhatják paerloid anyaggal, amitől a hangszer gyöngyház hatású lesz, végül több réteg lakk kerül rá a tökéletes csillogás érdekében. Itt is elsődleges szempont az alapanyag élettartamának növelése és a dizájn. A megjelenés manapság nagyon fontos, ezért léteznek különböző strasszkövekkel kirakott, vésett, nemesfémekkel és drágakövekkel díszített modellek is.  A gyártók törekednek a minél könnyebb anyagok alkalmazására, mivel a hangszer súlya egy fontos paraméter, épp ezért előfordul, hogy a fán kívül kompozitanyagot vagy műanyagot is használnak a hangszertest kialakítása során.

#### Mechanika
A jellegzetes harmonika hang eléréséhez, sok különböző mechanikai megoldásra van szükség. Első fontos rész a billentyű mechanika. Eltérően a zongorától, a billentyűk végén nem kalapácsok találhatóak, hanem úgynevezett klapnik. Ennek funkciója, hogy a sípsorokhoz vezető hangnyílásokat kitakarja. A billentő mechanizmus eltérhet harmonikánként, de általánosan elmondható, hogy valamilyen tengelyen mozognak a billentyűk, lenyomáskor egy hajlított rugó ellen dolgoznak. A billentyűk lenyomásakor keletkező zajokat, "alápárnázással", aláfilcezéssel szokták tompítani.
Másik fontos rész a basszus mechanika, ahol egy gomb lenyomására, akár egy teljes akkordnak, vagyis több hangnak kell egyszerre megszólalnia. Ezt egy bonyolult fém-fésűs mechanikával oldják meg. 
- Jobb oldal mechanika
- Bal oldal (basszus) mechanika

#### Jobb (prím) oldal

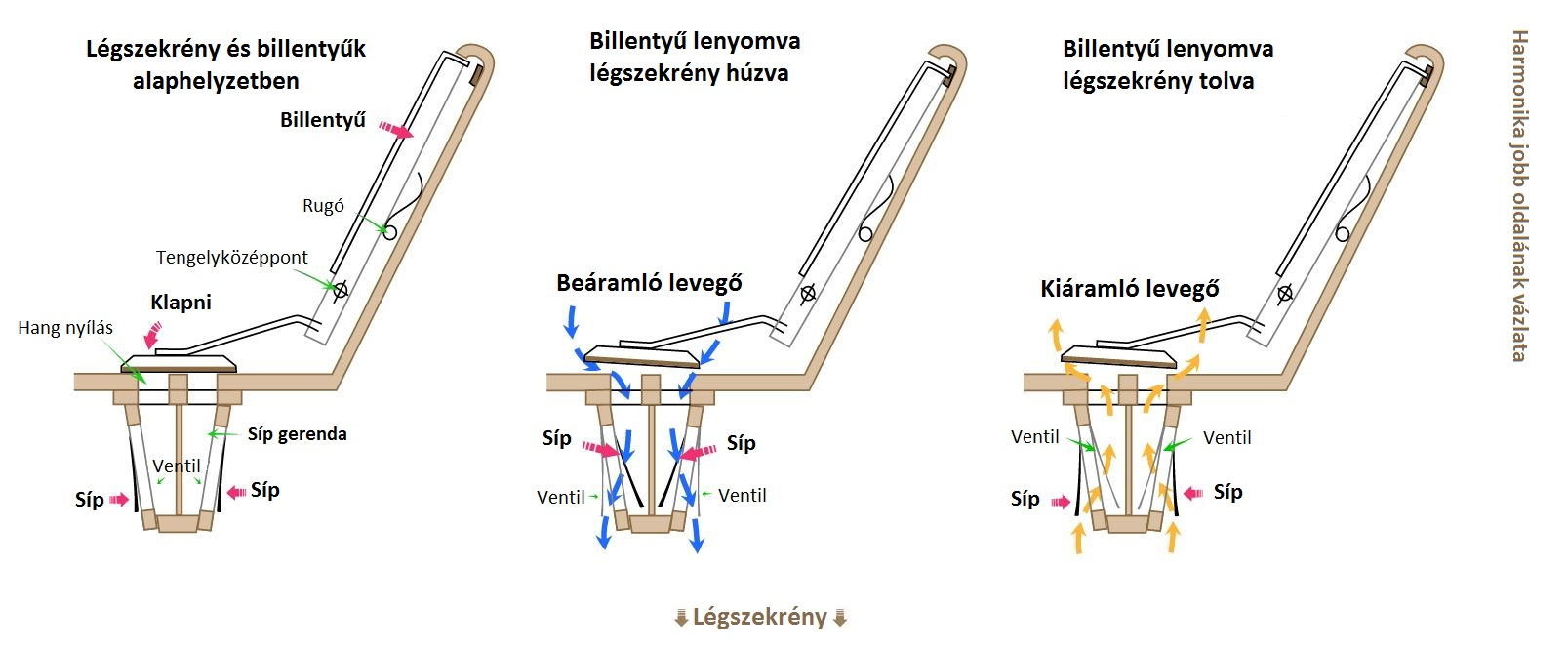
Harmonika jobb oldalának szerkezeti vázlata, levegő áramlásának bemutatása a hangszer megszólaltatása során.

### Változó részei

#### Bal (basszus) oldal

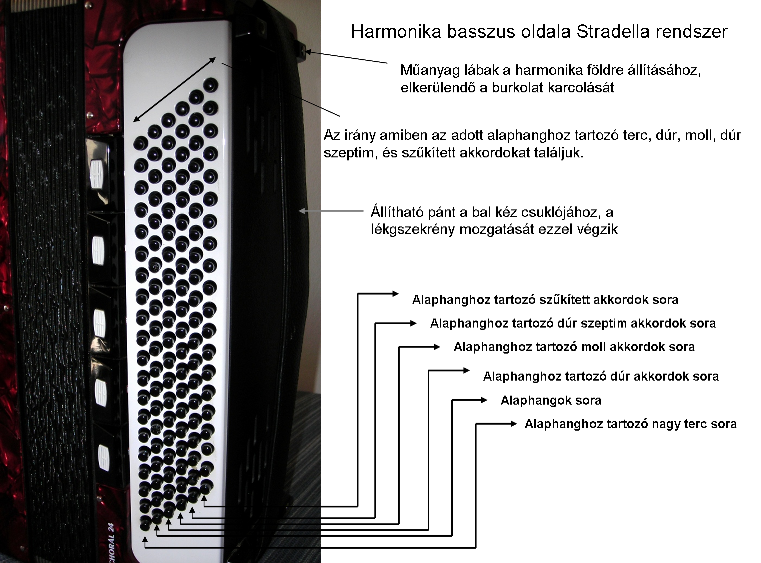
Stradella basszus

A basszus gombok szokásos rendszerét (elrendezését) Stradella basszusnak hívják. A basszus 6 sorra van felosztva, az egyes sorok a következőek: 
- terc sor,
- alapsor,
- dúr,
- moll,
- dúr-kis szeptim,
- szűkített.

Az alapsor ahogy a neve is mondja, jelenti a kiindulópontot. Ezen a soron a hangszeren „felfelé” (kezünkkel a basszusgombokon felfelé) elmozdulva a kvintkör szerint kapjuk meg az újabb és újabb hangokat. Tehát a C gomb felett a G van, mivel a C-nek a tiszta kvintje a G. G mellett felfelé haladva a D helyezkedik el, utána következik az A majd E, H, Fisz, Cisz, Gisz, Disz, Aisz. A C hangtól lefelé haladva a kvartkör szerint következnek a gombok. C-től lefelé haladva következik az F, F után a Bé, utána Esz, Asz, Desz, Gesz, Cesz, Fesz, Hesz. A játékos számára viszonyítási pontokat jelentenek a C, E és Asz gombok, ezek felülete eltér a többi gombétól - általában domború, homorú vagy recés kialakítású - így a játékos tudja, hogy melyik billentyűt tapintja. Ennek nagy jelentősége van a gyakorlás időszakában, mivel a játékos nem látja a bal kezét játék közben. Ha lenyomunk egy gombot az alapsoron, rézsútosan helyezkednek el a hozzá tartozó akkordok illetve a terc hang. Az alapsor alatt van a hozzá tartozó nagy terc (1. sor), az alapsor felett pedig sorra a dúr, moll, dúr kis szeptim, és szűkített akkordok. Az elrendezés több szempontból is előnyös. A legfontosabb, hogy ha le tudunk játszani egy dallamot a basszusban, akkor ha elmozdítjuk a kezünket a gombsoron felfelé vagy lefelé, ugyanúgy le tudjuk játszani a dallamot, csak most már transzponálva. Az elrendezés ezen kívül lehetőséget ad gyors inga-basszus játékra. Az akkordoknak azonban korlátozó hatásuk is van, jazzben és komolyzenében is hátrányt vagy nehézséget jelenthet ez a kiosztás (elsősorban a kromatikus lépéseknél, illetve az alterált akkordoknál). Ezért létezik olyan kialakítás, hogy a 120 gomb mellett további 3 sort találunk a basszusban, ez bizonyos fokú szólózásra ad lehetőséget a basszusban, hasonló okokból született a freebasszus (akkordok helyett külön gombok az egyes hangoknak) és a konverter rendszer (ami váltani tud a Stradella és a freebasszus között) is. Ezek a harmonikák nehezebbek és drágábbak kisebb társaiknál, valamint a megfelelő hangszerkezeléshez nagyfokú iskolázottság vagy gyakorlás szükséges.

#### Sípok és regiszterek
A harmonikák szólósípjai (jobb kéz) 3 különböző sípból épülhetnek fel. A sípok a következők:
- Basszus síp: a „legalsó” síp, a legmélyebb hangot ez adja (16"). Ez egy oktávval mélyebben szól, mint a névleges hangmagasság.
- Klarinét síp: ez a „középső” síp, ez pont a névleges hangot adja (8").
- Pikkoló síp: ez a „felső” síp, egy oktávval magasabban szól mint a névleges hang (4").

A különböző hangmagasságú sípokból felépített hangsorokat kórusoknak nevezik. Fontos tulajdonsága egy harmonikának, hogy hány kórusból áll (jobb és bal oldalon). Ez lehet 2, 3, 4, 5 vagy akár több is bal oldalon.
Egy jobb kéznél 4 kórusos harmonikában a fent említett sípokon kívül található még egy sípsor, aminek hangjai névlegesen a klarinétsíppal adna egy hangot, de kicsit el van hangolva (+1-2 Hz). Emiatt a klarinétsíppal együtt egyfajta vibráló, pulzáló, hangot ad, ez a tremoló. Az orgona voix celeste (=égi/mennyei hang) regiszteréhez szokták hasonlítani, és violin (hegedű) hangszínként írják le az angol irodalomban.
Ha három klarinétsípot úgy hangolnak be, hogy a középsőhöz képest a másik kettő hangmagassága csak minimálisan tér el lefelé és felfelé (±2 Hz), akkor megkapjuk az igazi müzettes hangzást. Állandóan interferáló, zúgó, stabil hangot nem adó hangzást, amely népszerű a francia és ír zenészek körében. Sokan ezzel a hangszínnel azonosítják a harmonikát.
A regiszterváltó segítségével állíthatjuk, hogy melyik sípsor kapjon levegőt, melyik szólaljon meg. Amikor a regiszterváltó kapcsolót úgynevezett „tutti” (minden síp szól) állásban nyomunk le, olyankor az összes sípsorról megszólal a síp egy hanghoz. Az egyes regisztereket körökbe rajzolt pontokkal jelölik.

#### A sípok gyártása[5]
A harmonika nyelvsípjait alapvetően egy lemez, két nyelv és két szegecs alkotja. A következő lépések a kézi gyártású sípokra vonatkoznak.
1. A nyelvprofilok kialakítása. A nyelvet alkotó vékony fémlap profilját precíziós eljárással köszörülik. A nyelvvel egy konkrét zenei hangot kívánnak elérni, ehhez a fémből mindenképpen anyagot kell eltávolítani. Hogy a kívánt profilt elérjék, a köszörűkövet egy előre beállított pályán mozgatják.
2. Finom reszelés. Minden hanghoz más profil tartozik, hozzávetőlegesen 400 különböző hangot fednek le a harmonikák sípjai (különböző méret, típus, eltérő skálák). Minden egyes hanghoz meghatározható egy ideális nyelvprofil, alak és keménység. Hogy a kívánt alakot elérjék, az első köszörülés után kézi reszelés következik, míg a kívánt profilt el nem érik. A profil kialakítása után a nyelv vágással megkapja végső formáját.
3. A nyelvsíp lapjának kialakítása. A nyelvsípok „testét” adó lemezt speciális alumínium öntvényekből vágják. Ebben a fázisban alakítják ki a szegecsek és a nyelvek számára szolgáló furatokat ill. foglalatokat, amelyeket a legjobb minőségű sípok esetében a gépi kialakítás után kézzel tovább reszelnek.
4. A nyelvek, lemezek végleges méretre vágása összeszerelésük előtt. A köszörült-reszelt lemezeket, nyelveket speciális, rendkívül kemény acéllal vágják. A nyelv és a lemez ebben a fázisban kapja meg végleges formáját (korábban a nyelvprofil és a lemez furatai, foglalatai kerültek kialakításra). A vágás során század mm-es tűrést engednek meg, a legjobb minőség elérése végett.
5. A síp összeszerelése. Miután a megfelelő alkatrészeket kiválasztották, összeszerelik a sípot. A lemezen található foglalatokba behelyezik a nyelveket, és apró szegecsekkel rögzítik őket. A nyelvek rögzítése precíziós munka, csak a foglalatnak pontosan a közepére helyezett nyelv fog megfelelően szólni.
6. A síp kipróbálása. A sípot egy speciális „hangolópadra” helyezik (olaszul provino). A sípot az asztal alatt található pedállal működtethető légszekrénnyel fújják meg, ellenőrizendő a síp hangját és működését.
7. A síp hangjának ellenőrzése. A hangolópad és egy referenciasíp segítségével az adott személy fül alapján ellenőrzi az adott sípot. Ha eltérést érzékelnek a referencia és a kérdéses síp hangja között, finomreszelővel próbálják meg kijavítani a hibát. A reszelés során, hogy mozdulatlanul tartsák a sípot, egy apró vékony lemezt helyeznek a nyelv alá (olaszul stizzicatora).
8. Első hangolás. A hangmagasság emeléséhez a hangolónak anyagot kell eltávolítania a nyelvhegyről reszelővel. A hangmagasság mélyítéséhez a nyelvtestet kell reszelni. Ha a sípot kézzel hangolják egy apró reszelőt (stecca) használnak, de lehetőség van finom villamos köszörű használatára is. Ennél a fázisnál fokozottan kell figyelni a nyelv túlmelegedésének elkerülésére. Ha a nyelv felmelegszik, képlékeny alakváltozást szenvedhet el, ami megváltoztathatja a síp hangját. Hangolás során a nyelvprofil sérülése is kerülendő, mert ez a síp végleges hangját nagy mértékben megváltoztatná, akár tönkre is teheti.
9. Végleges hangolás. Az első hangolás után még legalább egy hangolásra kerül sor a sípokból álló blokk kialakítása után. A sípok további részeinek (bőr vagy műanyag szigetelés) hanyag beszerelése, ill. a sípok nem megfelelő beszerelése, sérülése a korábban kialakított hangot elronthatja. A végső hangolás végezhető kézzel is, ma már azonban a gépi hangolás sokkal elterjedtebb.

#### Szíjak
A hangszeren többféle szíj, szíjzat található. A hangszer megszólaltatásához, annak jobb oldali részét rögzíteni kell, stabil pozícióba kell helyezni. A hangszer tervezők ezt vállszíjakkal oldották meg, ezért a harmonikán két vállszíj található, - fordítva használatos, mint a hátitáskán - melyek csatokkal rögzíthetőek a hangszertestre. A balkéz rögzítésére, széles basszusszíjat használnak, aminek alsó végét fixen rögzítik, a felső részét pedig állítható mechanikával látják el, hogy annak méretét a játékos méretéhez lehessen állítani. A légszekrény rögzítéséhez fújtatószíjakat szoktak használni, amit patentokkal rögzítenek a hangszertest oldalain, alul-felül. Bár erre léteznek belső mechanikai megoldások is. A szíjakat eredetileg sima bőrből készítették, manapság is ez a legelterjedtebb, annyi különbséggel, hogy a kényelmes hangszertartáshoz, ezeket vastag szivacs, filc és bársony borítással látják el. Léteznek ettől eltérő, textil és egyéb szövetből készült pántok is.

## Billentyűs harmonika

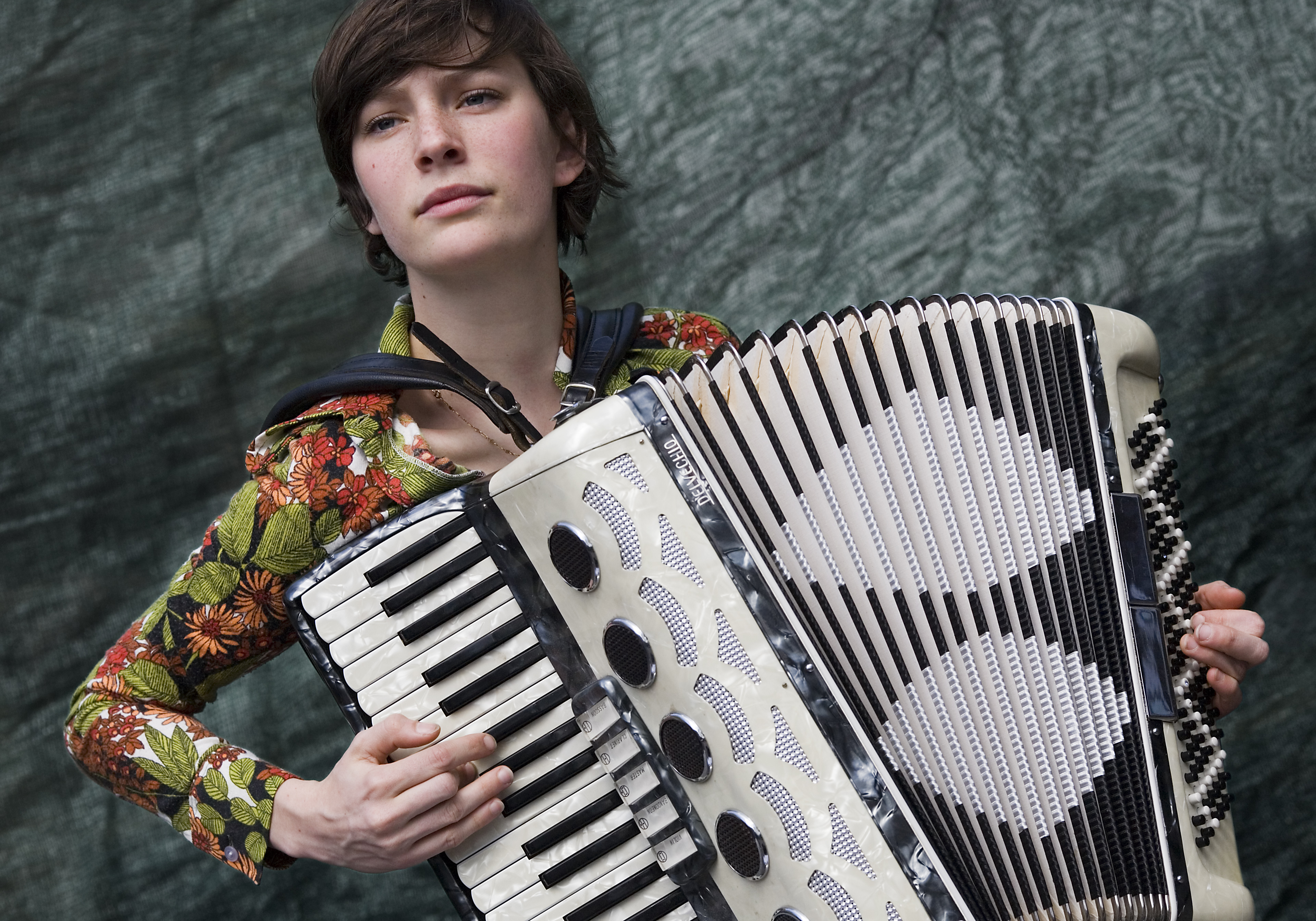
Párizsi harmonikás

Magyarországon legtöbbször tangóharmonikaként hivatkoznak rá, ennek oka a hangszer elterjedésének korai időszakára – 40-es, 50-es, 60-as évek – vezethető vissza, amikor is a korabeli zenészek előszeretettel játszottak rajta tangót, ezáltal a hangszer gyakorlatilag összefonódott a műfajjal. Az angol irodalomban piano-accordionnak azaz „zongora-harmonikának” nevezik, mivel jobb kézben a zongorához hasonló billentyűk vannak. A billentyűk keskenyebbek, mint a zongorán és billentésük is eltérő a rugós mechanizmus miatt.
A leggyakrabban használt változat a 120-as harmonika, ami basszus oldalon 6 sorban, soronként 20 gombot, és a melódia oldalon a jobb kéznél 41 billentyűt tartalmaz. Ezen basszus gombok rendszerét (elrendezését) Stradella basszusnak hívják. 
Szimfonikus zenekar számára is gyártanak harmonikát, ezen basszus gomb nem található, a szólóoldalon általában 37 billentyűvel rendelkezik.

### Képek a harmonika részeiről és belső felépítéséről

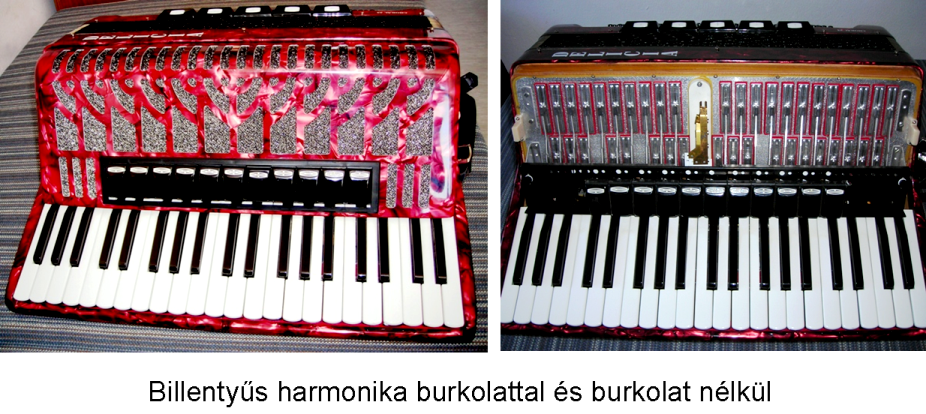
Harmonika
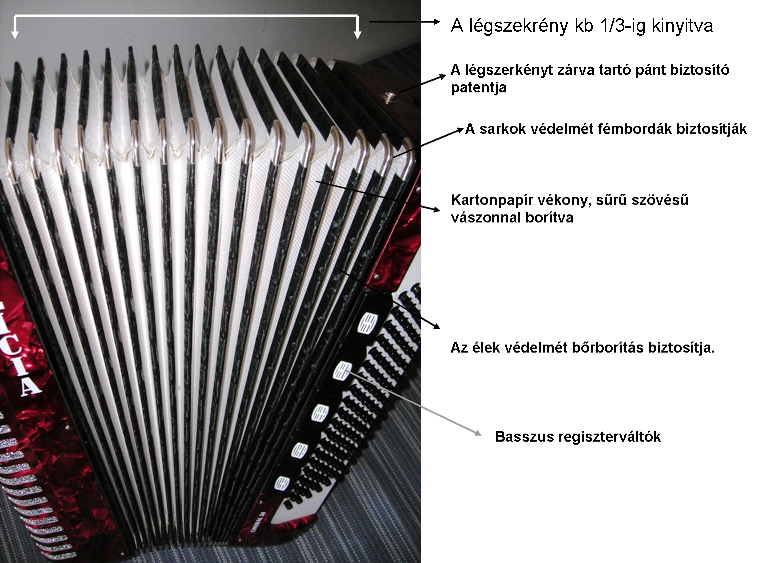
A harmonika légszekrénye
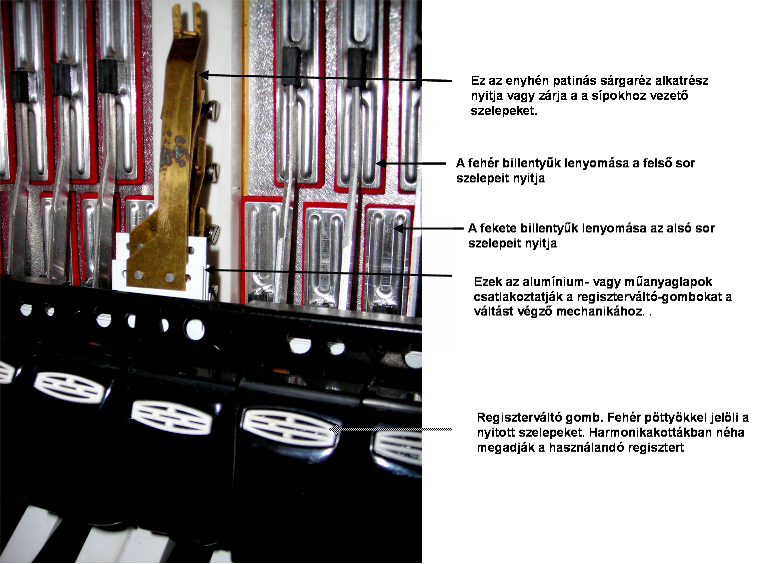
A regiszterváltó

## Gombos harmonikák

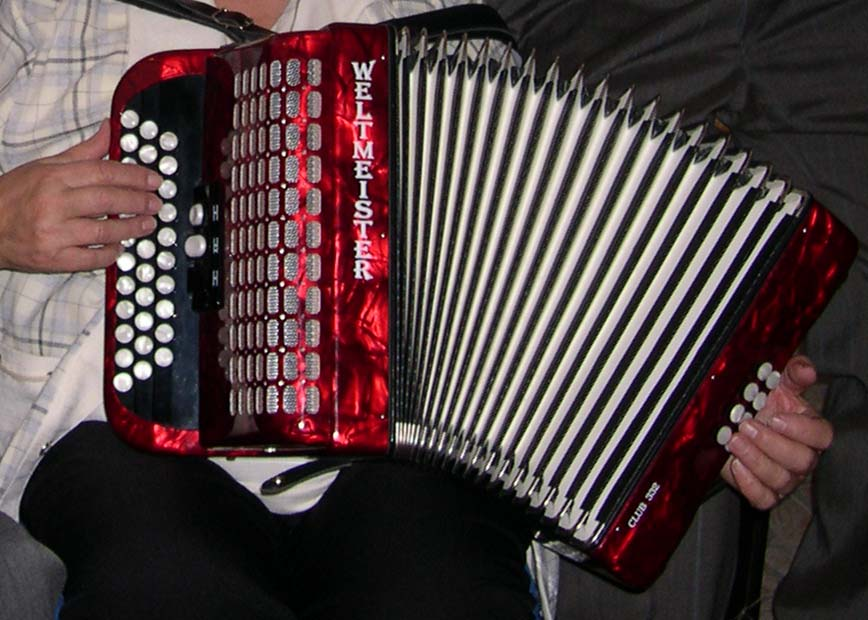
Diatonikus harmonika

A gombos harmonikák esetében a jobb kéz dallamát gombokkal lehet megszólaltatni. A gombok kiosztására számtalan változatot alkottak meg, melyek hangolásukban, mechanikájukban, és gyártásukban egyaránt eltérnek. A diatonikus harmonikák melódia oldala általában kevés gombot tartalmaz, legtöbbször csak néhány hangnemben teszi lehetővé a diatonikus skálák eljátszását. A basszus oldal rendszerint az alapvető akkordokat, és az alapsort tartalmazza. Majdnem minden diatonikus gombos harmonika (pl. bandoneón) biszonáns, ami azt jelenti hogy minden gomb két hangot képes létrehozni. Egyet amikor a légszekrényt kitágul, egy pedig mikor a légszekrény összehúzódik. Néhány harmonika (pl. az orosz Garmon) uniszónó, mivel minden egyes billentyű ugyanazt a hangot szólaltatja meg a légszekrény mozgásától függetlenül. ezen kívül léteznek hibrid változatok is, amelyek a két rendszer egyfajta kombinációját jelentik. A kromatikus gombos harmonika olyan gombos harmonika, ahol a melódia oldal azonos alakú gombokból álló sorokból épül fel. A kialakítás során a hangmagasság kromatikusan emelkedik az átlók mentén. A basszus általában Stradella rendszerű, szabad basszus rendszerű, vagy kombinált, a kettő közötti váltást lehetővé tevő mechanikájú. Általában 3-5 sort alakítanak ki a jobb kéz számára. Az 5 soros változat esetében az első két sort ismétlik meg, hogy megkönnyítsék a játékos dolgát. Létezik 6 soros változat is, elsősorban Szerbiában és a volt Jugoszlávia területén terjedt el. Az ilyen harmonikák az ún. B rendszert használják, és a „dugmetará”-nak hívják.

### Baján

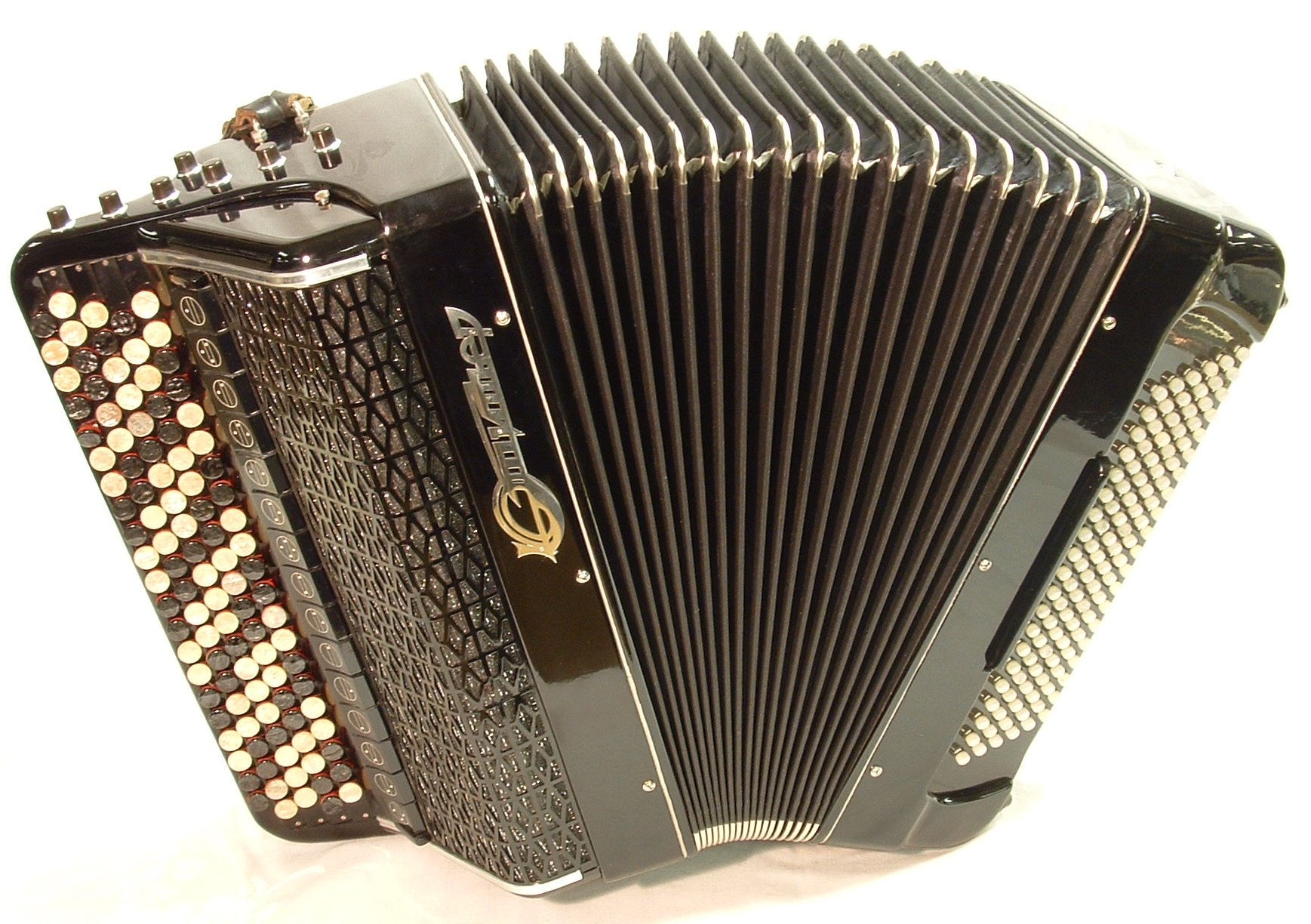
Bajan Jupiter

A baján (orosz: баян) egy kromatikus gombos harmonika, amit a kora 20. században fejlesztettek ki. Kromatikusnak azért hívják, mert a szólam gombjain a hangmagasság kromatikusan emelkedik átlós irányban. A nyugati kromatikus harmonikáktól néhány ponton eltér: 
- A sípok szélesebbek és téglalap alakúak, szemben a nyugati változat trapéz alakjával.
- A sípok általában együtt kerülnek elhelyezésre egy lemezre, nem pedig párban állnak.
- A lemezt ragasztás helyett csavarral rögzítik a sípokból álló blokkhoz.
- A sípok hangolásánál általában nem alakítanak ki tremolo hangzást.
- Néhány nagyobb méretű bajánon a regiszterváltó a harmonika tetején található.
- Egyes rendszerint nagyobb típusokon váltani lehet a basszust. Az előre beállított basszusakkordok helyett szabad basszusjátékra nyílik lehetőség.
- A szűkített hetes akkord sor eltérő a Stradella rendszerű basszushoz képest. Ahol az ember a G-szűkített akkordot keresi a Stradella rendszeren ott C-szűkítettet fog találni.

A belső kialakítás eltérése miatt a bajánnak a nyugati rendszerű kromatikus harmonikától eltérő hangszíne van. Ez különösen igaz a basszusra, melynek sokkal teltebb hangzása van. A gombos harmonikák virtuóz játékot tesznek lehetővé, ezért figyelembe véve gazdag hangszínét is, kedvelt harmonika a klasszikus zenészek körében. A mai modern orosz szlengben a „baján” kifejezés elcsépelt viccre, régi hírre, esetenként plágiumra is utal. Ennek eredete egy rövid vicc: „tegnap temettük anyósomat… két bajánt is szétvertünk.” A baján kifejezés azután vált az elcsépelt dolgok szinonimájává, miután egy felhasználó többször is elsütötte ugyanezt a viccet egy fórumban.

### Sramliharmonika

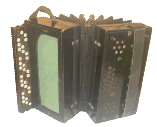
Sramliharmonika

A sramli harmonika (német: Schrammelharmonika) a gombos harmonikák egyik típusa. Jobb kézben kromatikus B-Griff rendszerű gombsort találunk, míg a basszust 12 gombos diatonikus rendszer szolgáltatja. A klasszikus sramlikvartett (Schrammelquartett) egyik hangszere, két hegedű és egy kontrabasszus mellett. E műfaj virágkorát Bécsben élte, a sramli kifejezést ma pejoratív jelzőként is használják.
Ennél a harmonikánál általában két vagy három sípsort uniszónóra hangolnak. Kis mérete és súlya, valamint kézzel gyártott sípjai együttesen jelentősen eltérő hangzást eredményeznek napjaink kromatikus harmonikáival összehasonlítva.

### Bandoneón

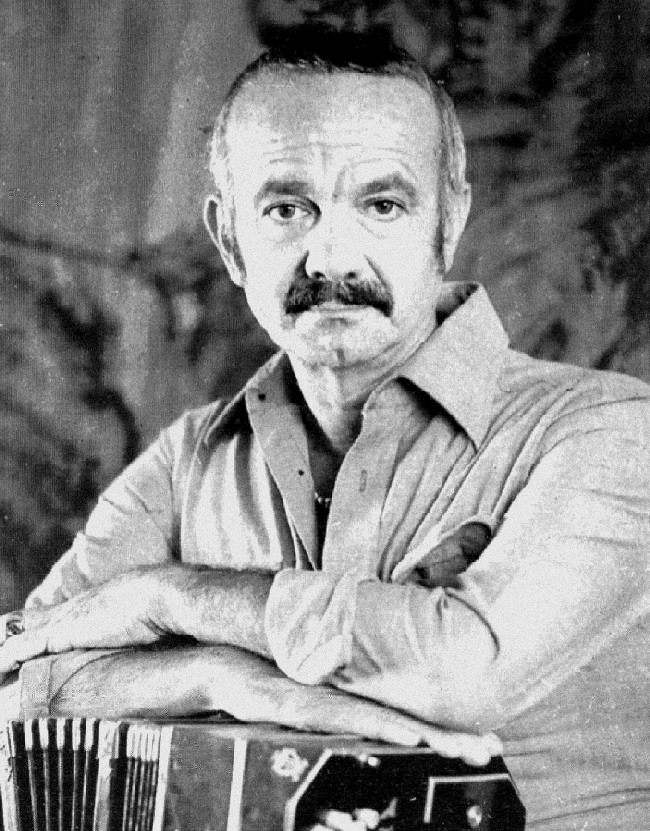
Astor Piazzolla

Magyarországon kevéssé ismert harmonika. Ezt tekinthetjük az autentikus „tangóharmonikának”.
Egyik legközismertebb egyénisége a hangszernek Astor Piazzolla.

## A harmonika gyártása
A harmonika gyártása nem teljesen automatizált. A gyártási folyamat az egyes alkatrészek legyártásából, az alrészek összeszereléséből, a végső összeszerelésből, díszítésből és csomagolásból áll.
1. Az elemek legyártása
  1. A gyártótól függően az egyes elemeket vagy helyben gyártják, vagy beszállítótól szerzik be. A faelemeket általában apró fűrészekkel a kívánt méretre vágják, vagy formaként nagy nyomással és pengék segítségével kipréselik, kivágják. Ez automatizált folyamat, annak minden előnyével. (sebesség, precizitás, minőségbiztosítás)
  2. A harmonika műanyag alkatrészeit – például billentyűk, gombok – általában fröccsöntéssel készítik.
  3. A harmonika fémalkatrészeinek gyártására sokféle technika terjedt el. Általában öntvényeket készítenek. A sípok esetében a fémet megedzik, mellyel csökkenthetővé válik a fém keménysége, és ridegsége, az anyag rugalmasabbá, könnyebben formázhatóvá válik.
2. A sípok, a billentyűk, és a burkolat összeszerelése
  1. Miután az egyes elemeket legyártották, a részleges összeszerelés következik. A sípokat az alumínium lemezre szegecselik esetleg csavarozzák. Ennek a lemeznek két foglalata van minden síp számára, minden sípot a másikhoz képesti ellenkező oldalon rögzítenek. A nyílt véget bőr vagy műanyag szelepekkel biztosítják.
  2. A sípokat tartalmazó lemez (blokk) sípjait speciálisan rendezik el, majd egy faelemhez rögzítik. Modelltől függően 3 vagy 4 ilyen blokkot építenek be a basszus és a melódia oldalra. A sípokat végül összekötik a billentyűkkel, illetve gombokkal az egyes oldalakon.
3. Végső összeszerelés
  1. A légszekrény általában beszállítóktól szerzik be. A végső összeszerelésnél a két oldalt a légszekrénnyel összekötik, majd az illesztési pontokat viasszal szigetelik.
4. Utolsó simítások
  1. Miután a főelemeket összeszerelték, a díszítés következik, a harmonikák híresek gazdag díszítésükről. A gyártási fázis utolsó elemeként a harmonika megkapja tokját.

## Híres gyárak, manufaktúrák

### Német osztrák és svájci manufaktúrák
- Hohner
- Weltmeister és Harmona Archiválva 2013. szeptember 5-i dátummal a Wayback Machine-ben
- ämmitaler Örgeli
- Kliegenthal bandoneonok
- Bayerland Harmonika
- Musikhaus J. Gwerder & Sohn
- Hartenhauer bandoneon
- Edler Harmonikas
- Eichhorn
- Ekart
- Hermann Jamnik Harmonikabau
- Kärtnerland Archiválva 2007. február 25-i dátummal a Wayback Machine-ben
- Lanzinger
- Novak Harmonikas

### Angolszász manufaktúrák
Általában concertinokat találunk a manufaktúrák kínálatában. Tekintettel a concertinák változatosságára, és a gazdag hagyományokra felbecsülni sem lehet a gyártók számát. A teljesség igénye nélkül néhány név:
- Hyde Accordions
- Kincora Accordions
- Marcus Music
- R Morse & Co. Concertinas

### Olasz manufaktúrák
Az olasz harmonikagyártásra inkább a kis manufaktúrák jellemzőek, szemben a német riválisokkal. Ez alól kivételt képez például a Scandalli-Paolo Soprani alkotta SEM cég, vagy a Victoria. A manufaktúrák nagy része Castelfidardo városában és annak környékén működik. Az olasz harmonikagyártásra fokozottan érvényes az angolszász manufaktúráknál említett gazdag harmonika hagyományok, a manufaktúrák számát lehetetlen felmérni.
- Paolo Soprani
- Bompezzo
- Ballone Burini
- Baldoni
- Bafetti
- Fratelli
- Excelsior
- Beltuna
- Borsini
- Bugari Armando
- Dallape
- Fantini Archiválva 2007. június 29-i dátummal a Wayback Machine-ben
- Giustozzi
- Guerrini
- Koppold
- Ottavianelli
- Pigini
- Scandalli
- Sem
- Serenellini
- Victoria
- Zupan
- Beltrami A cég székhelye Stradella városában található, innen kapta nevét a korábban is említett Stradella rendszerű basszus.

### Francia manufaktúrák
- Bertrand Galliard diatonikus harmonikák
- Bernard Loffet
- Maugein

### Orosz manufaktúrák
- Akko
- Bajan Jupiter

### Manufaktúrák más országokból
- Gholamreza Seyed Hasani harmonikái Irán
- Delicia Csehország
- Karel van der Leeuw harmonikái Hollandia
- Melodija Archiválva 2007. május 17-i dátummal a Wayback Machine-ben Szlovénia
- Joaquim Nogueira Portugália
- Roland digitális harmonika Japán
- Xianghe Tianyin Musical Instrument Co. Ltd Kína

## Neves harmonikások
- Wolmer Beltrami
- Pasquale Coviello
- Alexander Shirunov (Alekszandr Vasziljevics Sirunov),  Wikipédia-szócikke
- Ernyei László
- Hlaszny Béla
- Kéméndi Tamás
- Horváth István
- Juhos Melinda
- Tabányi Mihály
- Orosz Zoltán, szócikke a Wikipédián
- Richard Galliano
- Luciano Fancelli
- Vitaly Dmitriev (Vitalij Alekszandrovics Dmitrijev)
- Ljubiša Pavković
- Yvette Horner
- John Serry